# Dębczyno
Dębczyno (deutsch Denzin) ist ein Dorf in der polnischen Woiwodschaft Westpommern. Es gehört zur Gmina Białogard (Gemeinde Belgard) im Powiat Białogardzki (Belgarder Kreis).

## Geographische Lage und Verkehrsanbindung
Dębczyno liegt in Hinterpommern, drei Kilometer südöstlich von Białogard an einer Nebenstraße nach Byszyno (Boissin) an der Mündung der Mogilica (Muglitz) in die Persante. Bahnstation ist Białogard an der Bahnstrecke Stargard Szczeciński–Gdańsk.

## Geschichte
In den Jahren 1936 und 1937 wurden in Denzin bei Ausgrabungen Urnen aus vorrömischer Eisenzeit gefunden, die von einer Besiedlung der Region in vor- und frühgermanischer Zeit zeugen. 
Nach diesem Ort wurde auch die sich aus der Wielbark-Kultur entwickelten Denziner Kultur (auch Denzinger Gruppe; polnisch: Dębczyn-Gruppe) in Pommern benannt, die auf die Zeit des 3. bis 6. nachchristlichen Jahrhunderts datiert wird und ein Gebiet besiedelte, das in etwa Nordpolen zwischen Danziger Bucht im Osten und dem Unterlauf der Oder im Westen entspricht. 
Der Ort Denzin wurde erstmals als Densin im Jahr 1289 dokumentiert. Einwohner aus Ostwestfalen, wie die Denziner Familie Behling, sind nachgewiesen.
Denzin war ein konsequent angelegtes, mittelgroßes Straßendorf. Für die größtenteils in der Landwirtschaft arbeitende Bevölkerung waren die Märkte in Belgard – Wochen-, Vieh- und Jahrmärkte – eine günstige Absatzmöglichkeit.
Als im Jahr 1905 die Kleinbahnstrecke Nr. 113v von Belgard nach Schwellin (Kreis Köslin) gebaut wurde, sollte die Strecke eigentlich über Denzin und Roggow führen. Doch die Denziner weigerten sich: „Dei foehrn us de Köh dod!“ Zwar hatten die Denziner schon beträchtliche Flächen für den Streckenbau abgegeben, doch wog wohl das Kühe-Argument schwerer. So verlegte man die Bahnstrecke nördlich der Reichsbahnstrecke Nr. 111n Belgard – Neustettin. Doch auf einen Schuss Ironie mochte die Kleinbahngesellschaft nicht verzichten: einen Haltepunkt, der jetzt 1,5 Kilometer von Denzin entfernt und jenseits der Persante auf Belgarder Stadtgebiet am Bullenberg lag, nannte man kurzerhand Denzin. So blieben die Denziner mit der Kleinbahn dennoch verbunden, obwohl an der Station wohl kaum ein Denziner zugestiegen sein wird.
Im Jahr 1939 lebten 324 Einwohner in der 536,1 Hektar Fläche umfassenden Gemeinde. 
Denzin bildete bis 1945 eine Landgemeinde im Landkreis Belgard (Persante) der preußischen Provinz Pommern. Zur Gemeinde gehörte auch der Wohnplatz Fuchskaten. Die Gemeinde bildete mit Roggow und Vorwerk den Amtsbezirk Roggow. Letzter deutscher Gemeindebürgermeister war Willi Lübke.
Gegen Ende des Zweiten Weltkriegs besetzten am 7. März 1945 Truppen der Roten Armee das Dorf. Denzin wurde anschließend zusammen mit ganz Hinterpommern Teil Polens und in Dębczyno umbenannt. Die Vertreibung der deutschen Einwohner begann im Herbst 1945. Das Dorf gehört heute zur Landgemeinde Białogard.

## Kirche
Denzin war bis 1945 in das Kirchspiel der Marienkirche Belgard eingepfarrt und lag im Kirchenkreis Belgard der Kirchenprovinz Pommern der evangelischen Kirche der Altpreußischen Union. Heute gehört Dębczyno zur Kirchengemeinde Koszalin (Köslin) in der Diözese Pommern-Großpolen der polnischen Evangelisch-Augsburgischen Kirche.

## Schule
In Denzin gab es bis 1945 eine einklassige Volksschule.